# Caumont (Gers)
Caumont é uma comuna francesa na região administrativa de Occitânia, no departamento de Gers. Estende-se por uma área de 7,15 km². Em 2010 a comuna tinha 107 habitantes (densidade: 15 hab./km²).